# The Lookout
The Lookout is een Amerikaanse thriller/misdaadfilm uit 2007, geschreven en geregisseerd door Scott Frank. De hoofdrollen worden vertolkt door Joseph Gordon-Levitt, Jeff Daniels en Matthew Goode.

## Verhaal
Chris Pratt is een voormalig atleet, die door een auto-ongeluk een hersenaandoening heeft opgelopen. Hij krijgt uiteindelijk toch een baan als conciërge bij een bank. Maar er ontstaan grote problemen wanneer Chris onderdeel wordt van een grote overval, waar ook de blinde ex-motorrijder Lewis Canfield bij betrokken is.

## Rolbezetting
| Acteur                | Personage                   |
| --------------------- | --------------------------- |
| Joseph Gordon-Levitt  | Chris Pratt                 |
| Jeff Daniels          | Lewis                       |
| Matthew Goode         | Gary Spargo                 |
| Isla Fisher           | Luvlee Lemons               |
| Carla Gugino          | Janet                       |
| Bruce McGill          | Robert Pratt                |
| Alberta Watson        | Barbara Pratt               |
| Alex Borstein         | Mrs. Lange                  |
| Sergio Di Zio         | Deputy Ted                  |
| David Huband          | Mr. Tuttle                  |
| Laura Vandervoort     | Kelly                       |
| Greg Dunham           | Bone                        |
| Morgan Kelly          | Marty                       |
| Aaron Berg            | Cork                        |
| Tinsel Korey          | Maura                       |
| Suzanne Kelly         | Nina                        |
| Brian Edward Roach    | Danny                       |
| Martin Roach          | Lening Officer              |
| Ofield Williams       | Reggie                      |
| Julie Pederson        | Aantrekkelijke vrouw in Bar |
| Stephen Eric McIntyre | Barman                      |
| Janaya Stephens       | Alison Pratt                |
| Marc Devigne          | Cameron Pratt               |